# Kylian Mbappé
Kylian Mbappé Lottin (pronunciación en francés: /ki.ljan m͡ba.pe/ (escucharⓘ); París, 20 de diciembre de 1998) es un futbolista francés que juega de delantero en el Real Madrid C. F. de la Primera División de España. Es internacional con la selección de Francia. 
Comenzó su carrera con el A. S. Mónaco de la liga francesa, haciendo su debut profesional en 2015, a los 16 años. Con ellos ganó su primer título de la Ligue 1 y participó por primera vez en la Liga de Campeones de la UEFA. Fue reconocido con el premio al Jugador Joven del Año de la Ligue 1 y el premio Golden Boy. En 2017, fichó por el Paris Saint-Germain en un préstamo inicial, que se hizo permanente en 2018 en una transferencia por valor de 180 millones de euros más complementos, lo que lo convirtió en el segundo jugador más caro de la historia y en el jugador joven más caro. En el PSG, es el máximo anotador de la historia del club con 256 goles oficiales, ha ganado cinco títulos de la Ligue 1, tres títulos de la Copa de Francia.
Ha sido el máximo goleador de la Ligue 1 durante cinco temporadas consecutivas. Es el único jugador en la historia de la liga francesa que ha logrado ser el máximo anotador y máximo asistente en una misma temporada (2022) y es el futbolista más joven (24 años) en superar la marca de 150 goles en la primera división de Francia (superando a Just Fontaine). Además, en su primera temporada con el Real Madrid en LaLiga 2024/25, ganó el Trofeo Pichichi y la Bota de Oro, anotando 31 goles en 34 partidos.
Es el jugador que más veces ha sido reconocido con el Premio al Mejor Jugador de la Ligue 1 (2019, 2021, 2022 y 2023). Fue incluido en el FIFA/FIFPro World XI en 2018, 2019 y 2022, año en el que fue elegido segundo mejor jugador del mundo en los premios The Best FIFA.
Es el actual capitán de la selección francesa, con la cual participó en sus categorías inferiores en el Campeonato de Europa Sub-19 de Alemania 2016, donde se proclamó campeón y bota de plata como segundo máximo anotador del torneo. Con la selección absoluta, hizo su debut en 2017, a los 18 años.
Con 19 años de edad, participó en la Copa Mundial de Fútbol de Rusia 2018. Es el único adolescente europeo que ha marcado un doblete en la competencia (octavos de final contra Argentina) y el gol de la victoria frente a Croacia, lo convirtió en el futbolista más joven en marcar en la final de un Mundial desde Pelé, en 1958. Anotó cuatro goles durante la copa, por lo que fue galardonado con el premio al Mejor Jugador Joven del torneo, asimismo, es el jugador francés más joven de la historia en ganar la competición. Cuatro años después, en la Copa Mundial de Fútbol de 2022, fue el máximo goleador con ocho goles anotados, y subcampeón del mismo tras perder 4-2 en la tanda de penaltis contra Argentina, después de marcar un triplete de goles en la final.
Mbappé es propietario del Stade Malherbe Caen desde el 25 de septiembre de 2024.

## Trayectoria

### Inicios y eclosión en Francia
Nacido en el XIX distrito de París, en diciembre de 1998, transcurrió su infancia en Bondy, localidad ubicada en el cercano departamento de Sena-Saint Denis. Es hijo del inmigrante camerunés de origen nigeriano Wilfried Mbappé Lottin, actual entrenador y exjugador de fútbol, quien fue su representante, y de Fayza Lamari, de origen argelino, una exjugadora de balonmano. Su hermano mayor adoptivo, Jirès Kembo Ekoko, y su hermano menor, Ethan Mbappé, también son futbolistas profesionales.
En 2004 comenzó su carrera como futbolista en el A. S. Bondy. Con catorce años, en 2013, se incorporó a las categorías inferiores del A. S. Monaco, donde logró ascender al primer equipo apenas dos años más tarde.

#### Irrupción internacional en Mónaco
Mbappé hizo su debut como profesional, el 2 de diciembre de 2015, en un empate a domicilio frente al S. M. Caen en Ligue 1, sustituyendo a Fábio Coentrão en el minuto 88. Se convirtió en el debutante más joven del club con 16 años y 347 días, rompiendo el récord anterior de Thierry Henry, vigente durante 21 años. El 20 de febrero de 2016, anotó su primer gol en la victoria por 3-1 sobre el E. S. Troyes; con 17 años y 62 días, que supuso una nueva marca en la historia de la entidad monegasca, superando nuevamente el récord de Henry. El 6 de marzo firmó su primer contrato como profesional, por tres años más, y pasó a ser jugador del primer equipo a todos los efectos.
El 14 de diciembre de 2016 convirtió su primer hat-trick en la élite, en la victoria por 7-0 sobre el Stade Rennais en los dieciseisavos de la Copa de la Liga. Asimismo, fue el primer jugador del Mónaco en lograrlo en dicha competición desde que lo hiciera Sonny Anderson en 1997. El 11 de febrero de 2017 hizo su primer triplete en Ligue 1 en el triunfo como local por 5-0 sobre el Metz. Diez días más tarde anotó su primer tanto en Liga de Campeones en una derrota ante Manchester City (5-3), siendo en el segundo francés más joven en marcar en la historia de la Liga de Campeones por detrás de Karim Benzema. Tres semanas después abrió el camino de la remontada ante el club inglés en un triunfo por 3 a 1. En la eliminatoria de cuartos de final ante el Borussia Dortmund logró tres goles más; dos goles en la ida en el Signa Iduna Park y uno en la vuelta a los tres minutos del inicio. El 6 de mayo cayó eliminado ante la Juventus por un global de 4-1, marcando el único gol de su equipo en el partido de vuelta a domicilio que sirvió para acabar con la racha de imbatibilidad de Gianluigi Buffon. En su temporada de debut en la máxima competición continental fue el sexto máximo anotador, con seis goles, y fue incluido en el equipo ideal y como uno de los jugadores revelación.
Acabó la temporada en Ligue 1 con quince tantos en veintinueve partidos que contribuyeron decisivamente en la conquista del título diecisiete años después.

#### Consagración en París
Sus actuaciones suscitaron el interés de varios equipos por su contratación, hasta que finalmente el 31 de agosto se hizo oficial su cesión con una opción de compra obligatoria al año siguiente de 180 millones de euros al Paris Saint-Germain —club de su ciudad natal y que le había derrotado en la Supercopa de 2017—. Su fichaje estuvo envuelto en incertidumbre, ya que el jugador dudaba entre el club parisino y el Real Madrid, el cual realizaba una oferta superior y donde los dirigentes monegascos deseaban que recalase. Finalmente, la prensa informó que fue finalmente una decisión personal la que le hizo decantarse por la oferta parisina, al ser su ciudad de origen y, debido aún a su temprana edad, poder permanecer cerca de su familia. Tiempo después el propio jugador, con un gran compromiso por su país y allegados, declaró: «Francia no es el mejor campeonato del mundo, pero siempre he sentido la responsabilidad, como jugador emblemático, de ayudar a que la liga crezca.»
Su debut con el equipo se produjo el 8 de septiembre, en la victoria por 1-5 contra el F. C. Metz y dondo anotó un gol, y cuatro días después marcó su primer gol europeo para «les parisiens» en la fase de grupos de la edición 2017-18 de la Liga de Campeones frente al Celtic. Fue uno de los referentes junto a Edinson Cavani y Neymar, al establecer una nueva marca anotadora en la fase de grupos con 25 tantos, 16 de ellos marcados por el trío, y cuatro por parte de Mbappé junto a tres asistencias. Sin embargo fueron eliminados en los octavos de final por el Real Madrid —vigente campeón del torneo—, por un 5-2 global que dejó a la entidad muy tocada en lo anímico por sus aspiraciones deportivas. A pesar de ello, el equipo se repuso y conquistó tres títulos. El 31 de marzo ganó su primer título con el club parisino al conquistar la Copa de la Liga frente a su anterior club (3-0), con dos asistencias del francés. Dos semanas después se proclamaron campeones de la Ligue 1, en la jornada 33, tras derrotar nuevamente al conjunto de Mónaco por 1-7, aunque se quedó en el banquillo. A principios de mayo conquistó su tercer título, la Copa de Francia, después de derrotar por 0-2 al club semiprofesional de Les Herbiers Vendée Football.

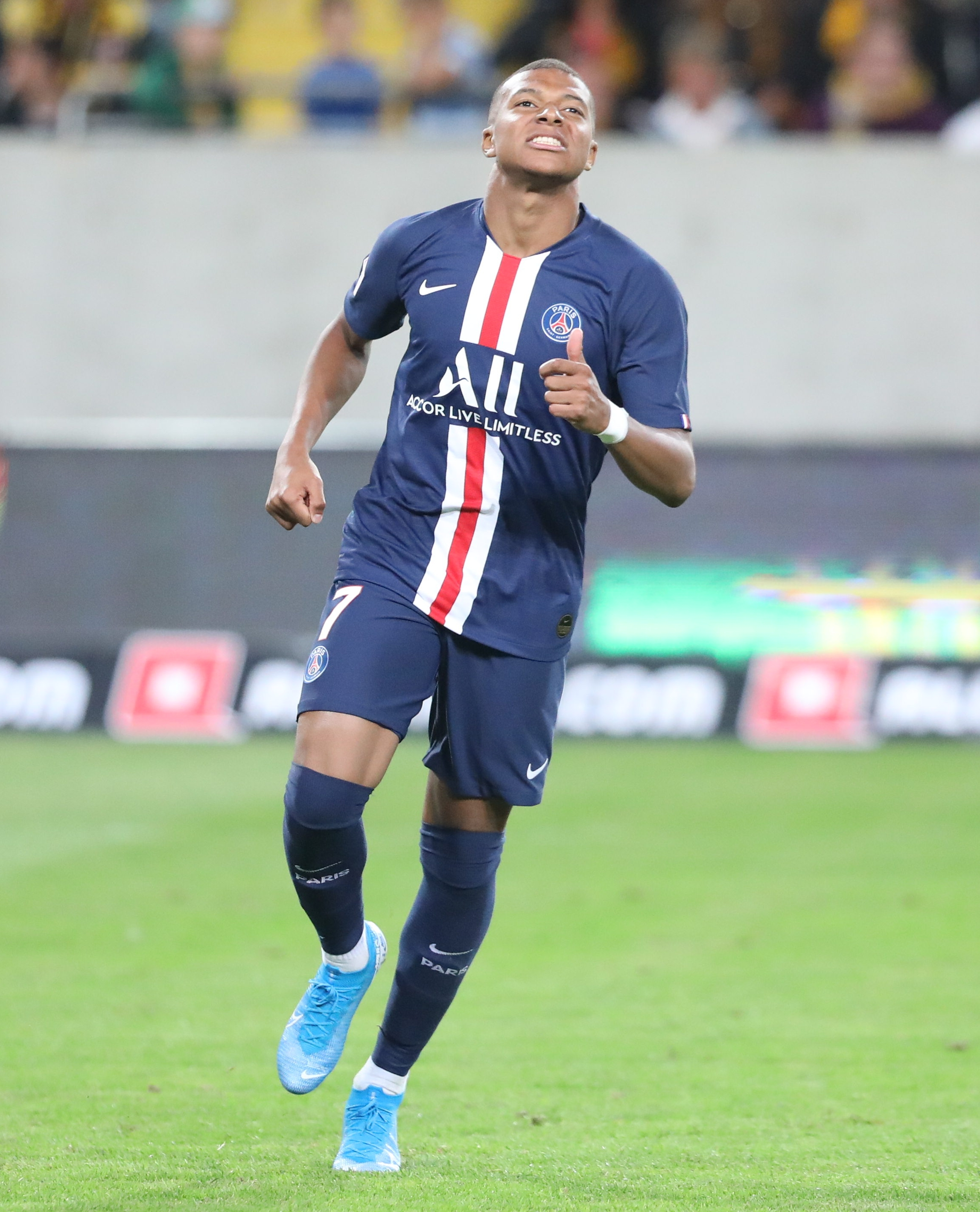
Mbappé con el PSG en 2019.

Continuó la siguiente temporada con su alto registro goleador, y el 7 de octubre de 2018 marcó cuatro goles por primera vez en su carrera, en apenas trece minutos, en la victoria 5-0 ante el Olympique de Lyon. A principios del nuevo año alcanzó la veintena de goles en la temporada al lograr un hat-trick frente al E. A. Guingamp, y el 12 de febrero marcó en el triunfo por 0-2 ante el Manchester United, en Old Trafford, en la ida de los octavos de final —ronda que nuevamente no superó—. Como candidato en la lucha por la Bota de Oro de la temporada, un hat-trick el 21 de abril le permitió alcanzar los 30 goles en Ligue 1, algo que no hacía ningún futbolista francés desde Jean-Pierre Papin en 1990.
El jugador fue el máximo referente del club en la que fue la mejor época de su corta historia, siendo el claro dominador de las competiciones francesas, que sin embargo no lograban traspasar al plano internacional, cuyo mayor y casi único éxito se remonta a la Recopa de Europa 1995-96. Con el claro objetivo de ser un club referente en Europa y conquistar la máxima competición continental, la Liga de Campeones, afrontaron la nueva temporada 2019-20. La directiva realizó numerosas contrataciones para lograr el objetivo, que de nuevo fueron efectivas a nivel nacional, pero no en el deseado. Pese a ello estuvieron más cerca que nunca de lograrlo, al alcanzar las semifinales, algo que no lograban desde 1994-95.
Éstas estuvieron marcadas por un año atípico en el que el deporte se vio afectado, al igual que todos los ámbitos de la vida cotidiana, por un brote del coronavirus tipo 2 del síndrome respiratorio agudo grave, una pandemia global vírica que llegó a Europa desde Asia, provocando contagios, fallecimientos y retroceso económico. Esto obligó a la cancelación de las competiciones por parte de la UEFA, la FFF y la LFP, y no se reanudaron hasta meses después tras una mejoría después de un confinamiento de la población para frenar los contagios. Las autoridades decretaron así que las competiciones pudieran retomar su actividad sin público en las gradas —no así las francesas—, y así se enfrentaron a partido único al R. B. Leipzig alemán. Una victoria por 0-3 permitió al conjunto parisino disputar la primera final de su historia en la competición, donde se enfrentó al Bayern de Múnich. Un solitario gol de Kingsley Coman en el minuto 59 privó a los parisinos del título, que hubiera sido el primero de un club francés desde que lo hiciera el Olympique de Marsella en 1993 —y único del país hasta la fecha—. No pudieron pues tampoco, interrumpir la racha de las consideradas «cuatro grandes ligas» en el palmarés: F. C. Porto, en 2004, y el mencionado conjunto marsellés se mantuvieron un año más como las últimas ocasiones en romper dichas tendencias desde que se reformase la competición en 1992.
Para la temporada 2020-21, y tras nuevos dispendios económicos, enfocaron sus esfuerzos en repetir la final. Esto motivó que perdieran el campeonato liguero a manos del Lille O. S. C., pese a ser Mbappé su máximo goleador con 27 goles, tercera vez consecutiva como «pichichi» del torneo. Los parisinos realizaron un magnífico torneo, donde tras clasificarse como primeros de su grupo, por delante del R. B. Leipzig, Manchester United e Estambul Başakşehir, se enfrentaron al F. C. Barcelona en octavos de final. En el partido de ida en la ciudad condal, Mbappé anotó un hat-trick en el 1-4 final que le reportó elogios y loas en toda la prensa internacional, y sobre el que el mismo jugador terminó por declarar que fue «el mejor partido de su carrera [sic.]». Un empate a un gol en el partido de vuelta certificó la clasificación francesa.
En cuartos de final se enfrentó nuevamente al vigente campeón, el Bayern de Múnich, donde fue nuevamente decisivo con dos goles en Alemania que tras el 3-3 en la vibrante eliminatoria clasificaron a su equipo. Se convirtió además en el primer jugador del torneo en anotar cinco goles a domicilio sumando las citadas dos rondas. Pese a todo, las buenas sensaciones mostradas hasta el momento se truncaron frente al Manchester City, quienes al igual que los parisinos ansiaban lograr su primer título, y cayeron en la eliminatoria de semifinales por un 1-4 global, perdiendo ambos partidos. Finalmente el Chelsea logró el título.
Señalado como uno de los referentes a dominar la próxima década del fútbol europeo, una vez finalizada la temporada el PSG realizó el fichaje de Lionel Messi como nuevo estandarte del club, —toda vez que el argentino finalizó su contrato con el Fútbol Club Barcelona y no pudo incorporarle de nuevo debido a sus grandes problemas económicos—, y juntarlo nuevamente con Neymar, fichado también de los barcelonistas. La contratación, sumada a la de Sergio Ramos —quien tampoco renovó en este caso con el Real Madrid—, fueron los grandes agitadores del mercado de fichajes y se les señaló como los favoritos a ganar la próxima Liga de Campeones. Sin embargo, el jugador, quien rechazó sistemáticamente los dos últimos años en ampliar su contrato con los parisinos, rechazó la última oferta presentada por los mandatarios y quedó a expensas de un último año de contrato, pudiendo negociar libremente en cuatro meses con cualquier equipo a coste cero. Interpretado como una maniobra para abandonar el club, los dirigentes negaron la posibilidad de su marcha y que cumpliría su contrato hasta final de 2022. En el contexto apareció el Real Madrid, quien nunca renunció a su interés en ficharle, y ante la postura del jugador de no querer renovar —supuestamente por su disposición a querer recalar en el conjunto español— presentaron diversas ofertas para su contratación, estimadas hasta una cuantía de 200 millones de euros. Pendiente hasta el cierre del mercado de traspasos, finalmente el jugador permaneció en París el año que le restaba de contrato tras no haber contestación ninguna del club francés a las ofertas de Madrid.
Con la esperanza de los parisinos de poder renovarle en el año restante de contrato —pese a rechazar otra nueva oferta de renovación en los mismos días del posible traspaso—, continuó la temporada. Se llegó así al mes de enero, fecha en la cual el jugador era libre de decidir su futuro. Tras haber manifestado el propio Mbappé su deseo de recalar dicho verano en la capital española, máxime también tras una supuesta promesa del máximo mandatario Nasser Al-Khelaïfi en 2017 (tras su fichaje desde el Mónaco) en la que le garantizó su predisposición a negociar su salida futura hacia el club madrileño, los dirigentes cataríes no cesaron en su idea de una renovación. La situación, de tintes novelescos en la prensa, volvió a recibir los focos internacionales al quedar ambos conjuntos emparejados en la eliminatoria de octavos de final de la Liga de Campeones. Señalado como favorito, el club francés firmó en la ida el 1-0 con un bello tanto de Mbappé que acercó el pase a cuartos. En la vuelta en Madrid, de nuevo con Mbappé como protagonista, pusieron un momentáneo 0-1, dos goles de ventaja en la eliminatoria, a falta de 30 minutos para la conclusión. En un caótico desenlace, los madrileños dieron la vuelta a la eliminatoria con un hat-trick de su capitán Karim Benzema para un 3-2 global que privó nuevamente al proyecto parisino de alzar la máxima competición de clubes.
Señalado el momento como quizá el propicio para la resolución de su situación contractual, el propio jugador emplazó la decisión al final de la temporada, para centrarse exclusivamente en lo deportivo. Pese a ello, los rumores y noticias al respecto terminaron por desbocarse y Mbappé, en un sorprendente giro de acontecimientos, anunció su renovación con el PSG hasta 2025, el mismo día de la conclusión del campeonato francés. Tras conquistar el club su décimo título de liga —igualando a Saint-Étienne y Olympique de Marsella—, como máximo goleador y bota de plata de los campeonatos europeos se emplazó a ser el referente del club de su ciudad y su país en contraposición a sus sueños de jugar en Madrid, según sus declaraciones. Llegó incluso a poner el foco en otros dos clubes, el Liverpool y el Milan como posibles destinos futuros, negando cualquier acuerdo con el Real Madrid y cerrando así años de especulaciones.
El 12 de junio de 2023, Mbappé comunicó su intención de no ampliar su contrato hasta la temporada 2024-25.El 15 de febrero de 2024, Mbappé comunicó a Nasser Al-Khelaifi que se iría del PSG hasta que termine su contrato el 30 de junio de 2024.

### Real Madrid C. F.
El Real Madrid Club de Fútbol el 3 de junio de 2024 anuncio el traspaso libre de Mbappé, quedando vinculado al club durante las próximas cinco temporadas, hasta el 30 de junio de 2029.
Hizo su debut el 14 de agosto de 2024 en la Supercopa de Europa, en el mismo partido marcaría su primer gol con el equipo madrileño, siendo el segundo del partido en la victoria 2-0 contra el Atalanta B. C.
El rendimiento de Mbappé en los primeros partidos con el Madrid fue bastante cuestionado por la prensa, a pesar de que anotó 8 goles en sus primeros 14 partidos, su nivel de juego no era el esperado, y eso se notó en El Clásico frente al Barcelona, en donde Kiki tuvo un pobre actuación después de haber acabado 8 veces en Fuera de juego incluyendo un gol anulado por el árbitro asistente de video, y haber terminado su equipo perdiendo el partido por 4-0.
Aaunque su inicio en el Real Madrid no fue el deseado, Mbappé logró adaptarse y demostrar su calidad. Cerró la temporada conquistando el Trofeo Pichichi y la Bota de Oro en su primera campaña con el club. Anotó 31 goles en 34 partidos.
El 19 de febrero de 2025, Kylian fue la figura durante los play-offs de la Liga de Campeones de la UEFA 2024-2025, marco un total de cuatro goles para eliminar al Manchester City, ambos equipos no lograron clasificar directo a los octavos de final por lo que durante la repesca anotó un gol en la ida siendo visitante y los otros tres en la vuelta, en la cual fue elegido MVP.
Mbappé marcó más goles que Cristiano Ronaldo (33) y batiendo el récord de Iván Zamorano (37) de máximo goleador en temporada debut con el club merengue, anotando 43 goles en 56 partidos, ganando el Trofeo Pichichi de LaLiga y la Bota de Oro Europea, convirtiéndose así en el segundo futbolista francés en la historia en ganar dichos reconocimientos después de que lo ganaran sus compatriotas Karim Benzema y Thierry Henry respectivamente, y siendo el primer jugador galo en ganar ambos premios en una misma temporada.

## Selección nacional

### Categorías inferiores
Ha sido internacional con la selección francesa en las categorías juveniles sub-17 y sub-19. Kylian debutó con los galos el 10 de septiembre de 2014, en la categoría sub-17, saltando al campo en el minuto 71 en un amistoso contra Ucrania que ganaron 1 a 0.
El entrenador de la selección sub-19, Ludovic Batelli, lo citó para jugar la Ronda Élite para el Campeonato de Europa Sub-19 de 2016. Debutó en una competición oficial el 24 de marzo de 2016, al jugar como titular contra Montenegro. El 6 de junio, fue confirmado en la lista definitiva para participar del Campeonato de Europa Sub-19 de la UEFA 2016, en Alemania. Mbappé logró cinco goles en el torneo y se proclamó campeón después de derrotar por 4 a 0 a Italia.

### Selección absoluta
Fue convocado por primera vez con la selección absoluta de Francia el 16 de marzo de 2017, por el entrenador Didier Deschamps. El 25 de marzo, debutó con Les Bleus, al salir al campo en el minuto 78 por Dimitri Payet en un partido de clasificación para el Mundial contra Luxemburgo. Con 18 años y 95 días y se convirtió en el segundo jugador más joven en defender a Francia. El 31 de agosto marcó su primer gol en un partido clasificatorio ante Holanda.
El 17 de mayo de 2018, el seleccionador Didier Deschamps lo incluyó en la lista de 23 para el Mundial. La selección francesa acabaría coronándose campeona del mundo por segunda vez en su historia. Mbappé sería una de las figuras del equipo anotando cuatro goles, incluyendo el gol de la victoria en el 1-0 sobre Perú durante la fase de grupos, un doblete contra la selección argentina en octavos de final y un importante gol en la final contra Croacia, méritos que le llevarían a ser galardonado con el premio al Mejor jugador joven del torneo.
En 2021 participó en la Eurocopa 2020. En el encuentro de octavos de final ante Suiza falló el último lanzamiento de la tanda de penaltis que supuso la eliminación de Francia del torneo. En 2021 se coronó campeón de la Liga de Naciones de la UEFA, marcando un gol en la final y asistiendo a Karim Benzema, en la victoria por 2-1 frente a España.
En la final de la Copa del Mundo de 2022 anotó un hat-trick ante Argentina, el primer jugador en anotar un triplete en una final de la Copa del Mundo desde Geoff Hurst para Inglaterra en la Copa del Mundo de 1966, que no fue suficiente para impedir la derrota del equipo nacional francés ante el seleccionado de Argentina. También consiguió la Bota de Oro del certamen.

#### Eurocopa 2024
El 17 de junio fue partícipe en el debut de Francia en la Eurocopa 2024, partido que el equipo ganó 1-0 a Austria por la primera fecha del grupo D, la anotación fue un gol a propia puerta del defensor Maximilian Wöber en un fallido intento de defender el disparo de Kylian. En el mismo partido sufrió una lesión que habría torcido su tabique y tuvo que salir reemplazado, hizo el único gol en el empate contra Polonia.
Llegó con su selección hasta las Semifinales, donde el equipo galo cayó eliminado por 2-1 ante España, en dicho partido dio una asistencia de gol a Randal Kolo Muani, tras la eliminación reconoció que no mostró su mejor nivel durante el torneo e incluso, calificó su participación como un «fracaso».

### Goles internacionales
| Goles como internacional con Francia | Goles como internacional con Francia | Goles como internacional con Francia        | Goles como internacional con Francia | Goles como internacional con Francia | Goles como internacional con Francia | Goles como internacional con Francia                                  |
| Núm.                                 | Fecha                                | Lugar                                       | Rival                                | Gol                                  | Resultado                            | Competición                                                           |
| ------------------------------------ | ------------------------------------ | ------------------------------------------- | ------------------------------------ | ------------------------------------ | ------------------------------------ | --------------------------------------------------------------------- |
| 1.                                   | 31 de agosto de 2017                 | Stade de France, Saint-Denis, Francia       | Países Bajos                         | 4-0                                  | 4-0                                  | Clasificación para el Mundial de 2018                                 |
| 2.                                   | 27 de marzo de 2018                  | Gazprom Arena, San Petersburgo, Rusia       | Rusia                                | 0-1                                  | 1-3                                  | Amistoso                                                              |
| 3.                                   | 27 de marzo de 2018                  | Gazprom Arena, San Petersburgo, Rusia       | Rusia                                | 1-3                                  | 1-3                                  | Amistoso                                                              |
| 4.                                   | 9 de junio de 2018                   | Groupama Stadium, Lyon, Francia             | Estados Unidos                       | 1-1                                  | 1-1                                  | Amistoso                                                              |
| 5.                                   | 21 de junio de 2018                  | Yekaterinburg Arena, Ekaterimburgo, Rusia   | Perú                                 | 1-0                                  | 1–0                                  | Mundial de 2018                                                       |
| 6.                                   | 30 de junio de 2018                  | Kazán Arena, Kazán, Rusia                   | Argentina                            | 3-2                                  | 4–3                                  | Mundial de 2018                                                       |
| 7.                                   | 30 de junio de 2018                  | Kazán Arena, Kazán, Rusia                   | Argentina                            | 4-2                                  | 4–3                                  | Mundial de 2018                                                       |
| 8.                                   | 15 de julio de 2018                  | Estadio Olímpico Luzhnikí, Moscú, Rusia     | Croacia                              | 4–1                                  | 4-2                                  | Final Mundial 2018                                                    |
| 9.                                   | 9 de septiembre de 2018              | Stade de France, Saint-Denis, Francia       | Países Bajos                         | 1-0                                  | 2–1                                  | Liga de Naciones de la UEFA 2018-19                                   |
| 10.                                  | 11 de octubre de 2018                | Stade du Roudourou, Guingamp, Francia       | Islandia                             | 2–2                                  | 2-2                                  | Amistoso                                                              |
| 11.                                  | 22 de marzo de 2019                  | Estadio Zimbru, Chisináu, Moldavia          | Moldavia                             | 0–4                                  | 1-4                                  | Clasificación para la Eurocopa 2020                                   |
| 12.                                  | 25 de marzo de 2019                  | Stade de France, Saint-Denis, Francia       | Islandia                             | 3–0                                  | 4–0                                  | Clasificación para la Eurocopa 2020                                   |
| 13.                                  | 11 de junio de 2019                  | Estadio Comunal, Andorra la Vieja, Andorra  | Andorra                              | 0-1                                  | 0-4                                  | Clasificación para la Eurocopa 2020                                   |
| 14.                                  | 5 de septiembre de 2020              | Friends Arena, Solna, Suecia                | Suecia                               | 0-1                                  | 0-1                                  | Liga de Naciones de la UEFA 2020-21                                   |
| 15                                   | 7 de octubre de 2020                 | Stade de France, Saint-Denis, Francia       | Ucrania                              | 6-1                                  | 7-1                                  | Amistoso                                                              |
| 16.                                  | 14 de octubre de 2020                | Estadio Maksimir, Zagreb, Croacia           | Croacia                              | 1-2                                  | 1-2                                  | Liga de Naciones de la UEFA 2020-21                                   |
| 17.                                  | 2 de junio de 2021                   | Allianz Riviera, Niza, Francia              | Gales                                | 1–0                                  | 3-0                                  | Amistoso                                                              |
| 18.                                  | 7 de octubre de 2021                 | Allianz Stadium, Turín, Italia              | Bélgica                              | 2–2                                  | 2-3                                  | Fase final de la Liga de Naciones de la UEFA 2020-21                  |
| 19.                                  | 10 de octubre de 2021                | Giussepe Meazza, Milán, Italia              | España                               | 1-2                                  | 1-2                                  | Final de la Liga de Naciones de la UEFA 20-21                         |
| 20.                                  | 13 de noviembre de 2021              | Stade de France, Saint-Denis, Francia       | Kazajistán                           | 1–0                                  | 8-0                                  | Clasificación para el Mundial de 2022                                 |
| 21.                                  | 13 de noviembre de 2021              | Stade de France, Saint-Denis, Francia       | Kazajistán                           | 2–0                                  | 8-0                                  | Clasificación para el Mundial de 2022                                 |
| 22.                                  | 13 de noviembre de 2021              | Stade de France, Saint-Denis, Francia       | Kazajistán                           | 3–0                                  | 8-0                                  | Clasificación para el Mundial de 2022                                 |
| 23.                                  | 13 de noviembre de 2021              | Stade de France, Saint-Denis, Francia       | Kazajistán                           | 8-0                                  | 8-0                                  | Clasificación para el Mundial de 2022                                 |
| 24..                                 | 16 de noviembre de 2021              | Estadio Olímpico, Helsinki, Finlandia       | Finlandia                            | 0-2                                  | 0-2                                  | Clasificación para el Mundial de 2022                                 |
| 25.                                  | 29 de marzo de 2022                  | Estadio Pierre-Mauroy, Lille, Francia       | Sudáfrica                            | 1–0                                  | 5-0                                  | Amistoso                                                              |
| 26.                                  | 29 de marzo de 2022                  | Estadio Pierre-Mauroy, Lille, Francia       | Sudáfrica                            | 3–0                                  | 5-0                                  | Amistoso                                                              |
| 27.                                  | 10 de junio de 2022                  | Estadio Ernst Happel, Viena, Austria        | Austria                              | 1-1                                  | 1-1                                  | Liga de Naciones de la UEFA 2022-23                                   |
| 28.                                  | 22 de septiembre de 2022             | Stade de France, Saint-Denis, Francia       | Austria                              | 1–0                                  | 2-0                                  | Liga de Naciones de la UEFA 2022-23                                   |
| 29.                                  | 22 de noviembre de 2022              | Estadio Al Janoub, Al Wakrah, Catar         | Australia                            | 3-1                                  | 4-1                                  | Mundial 2022                                                          |
| 30.                                  | 26 de noviembre de 2022              | Estadio 974, Doha, Catar                    | Dinamarca                            | 1-0                                  | 2-1                                  | Mundial 2022                                                          |
| 31.                                  | 26 de noviembre de 2022              | Estadio 974, Doha, Catar                    | Dinamarca                            | 2-1                                  | 2-1                                  | Mundial 2022                                                          |
| 32.                                  | 4 de diciembre de 2022               | Estadio Al Thumama, Doha, Catar             | Polonia                              | 2-0                                  | 3-1                                  | Mundial 2022                                                          |
| 33.                                  | 4 de diciembre de 2022               | Estadio Al Thumama, Doha, Catar             | Polonia                              | 3-0                                  | 3-1                                  | Mundial 2022                                                          |
| 34.                                  | 18 de diciembre de 2022              | Estadio Icónico, Lusail, Catar              | Argentina                            | 2-1                                  | 3-3                                  | Final Mundial 2022                                                    |
| 35.                                  | 18 de diciembre de 2022              | Estadio Icónico, Lusail, Catar              | Argentina                            | 2-2                                  | 3-3                                  | Final Mundial 2022                                                    |
| 36.                                  | 18 de diciembre de 2022              | Estadio Icónico, Lusail, Catar              | Argentina                            | 3-3                                  | 3-3                                  | Final Mundial 2022                                                    |
| 37.                                  | 24 de marzo de 2023                  | Stade de France, Saint-Denis, Francia       | Países Bajos                         | 3-0                                  | 4-0                                  | Clasificación para la Eurocopa 2024                                   |
| 38.                                  | 24 de marzo de 2023                  | Stade de France, Saint-Denis, Francia       | Países Bajos                         | 4-0                                  | 4-0                                  | Clasificación para la Eurocopa 2024                                   |
| 39.                                  | 16 de junio de 2023                  | Estádio Algarve, Faro, Portugal             | Gibraltar                            | 0-2                                  | 0-3                                  | Clasificación para la Eurocopa 2024                                   |
| 40.                                  | 19 de junio de 2023                  | Stade de France, Saint-Denis, Francia       | Grecia                               | 1-0                                  | 1-0                                  | Clasificación para la Eurocopa 2024                                   |
| 41.                                  | 13 de octubre de 2023                | Johan Cruyff Arena, Ámsterdam, Países Bajos | Países Bajos                         | 0-1                                  | 1-2                                  | Clasificación para la Eurocopa 2024                                   |
| 42.                                  | 13 de octubre de 2023                | Johan Cruyff Arena, Ámsterdam, Países Bajos | Países Bajos                         | 0-2                                  | 1-2                                  | Clasificación para la Eurocopa 2024                                   |
| 43.                                  | 17 de octubre de 2023                | Stade Pierre-Mauroy, Lille, Francia         | Escocia                              | 3-1                                  | 4-1                                  | Amistoso                                                              |
| 44.                                  | 18 de noviembre de 2023              | Allianz Riviera, Niza, Francia              | Gibraltar                            | 4-0                                  | 14-0                                 | Clasificación para la Eurocopa 2024                                   |
| 45.                                  | 18 de noviembre de 2023              | Allianz Riviera, Niza, Francia              | Gibraltar                            | 11-0                                 | 14-0                                 | Clasificación para la Eurocopa 2024                                   |
| 46.                                  | 18 de noviembre de 2023              | Allianz Riviera, Niza, Francia              | Gibraltar                            | 12-0                                 | 14-0                                 | Clasificación para la Eurocopa 2024                                   |
| 47.                                  | 5 de junio de 2024                   | Stade Saint-Symphorien, Metz, Francia       | Luxemburgo                           | 3-0                                  | 3-0                                  | Amistoso                                                              |
| 48.                                  | 25 de junio de 2024                  | Signal Iduna Park, Dortmund, Alemania       | Polonia                              | 1–0                                  | 1-1                                  | Eurocopa 2024                                                         |
| 49.                                  | 5 de junio de 2025                   | MHPArena, Stuttgart, Alemania               | España                               | 4–1                                  | 5-4                                  | Fase final de la Liga de Naciones de la UEFA 2024-25                  |
| 50.                                  | 8 de junio de 2025                   | MHPArena, Stuttgart, Alemania               | Alemania                             | 0-1                                  | 0-2                                  | Partido por el Tercer lugar de la Liga de Naciones de la UEFA 2024-25 |

## Perfil como jugador

### Estilo de juego y recepción

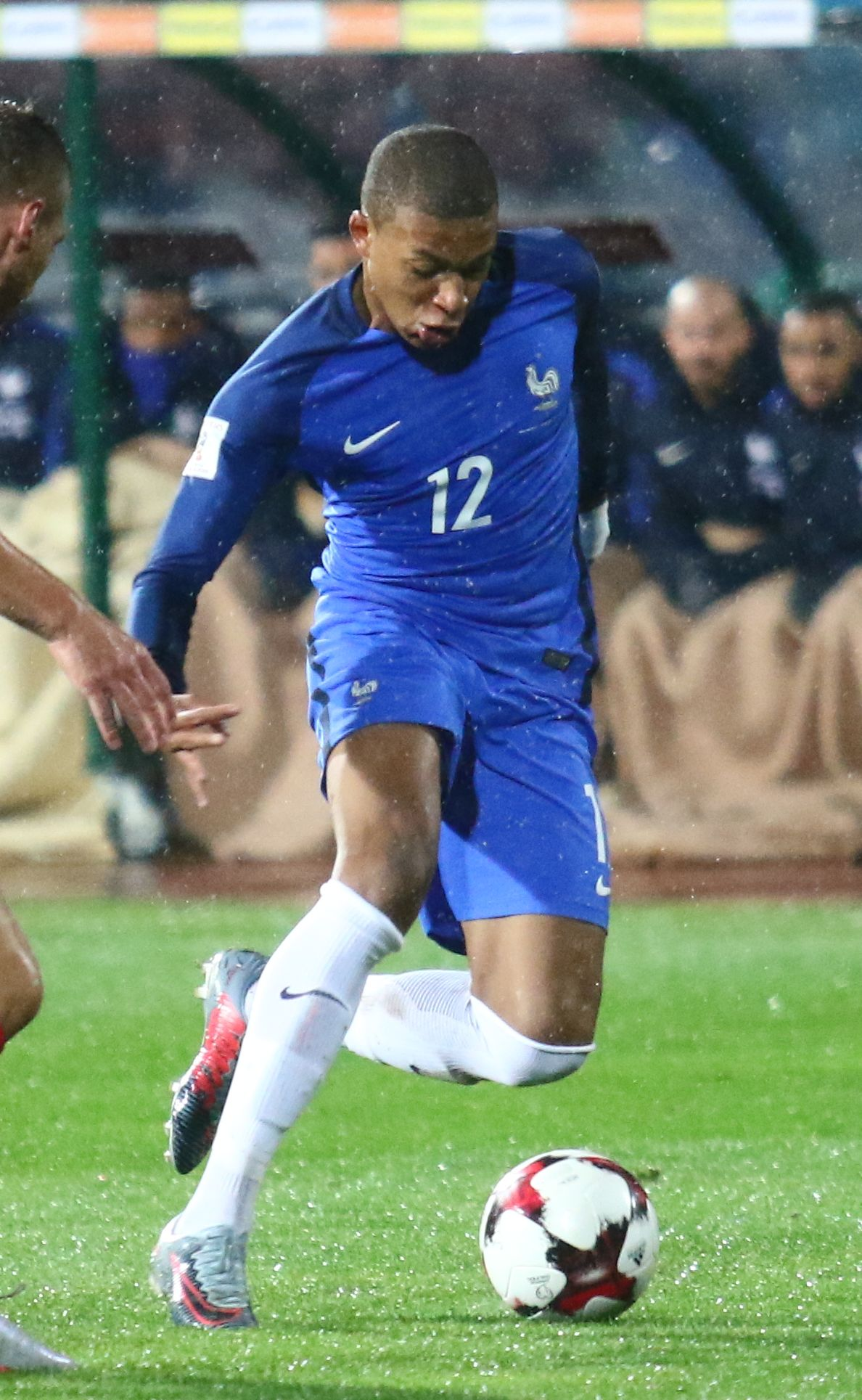
Los movimientos de Mbappé han sido comparados a los de los exfutbolistas Thierry Henry y Ronaldo.

Mbappé ha sido descrito por Arsène Wenger como un «enorme talento futbolístico» que «tiene similitudes a Thierry Henry». Su talentoso y precoz desempeño con Francia en la Copa Mundial de Fútbol de 2018 llevaría a los medios a compararlo con Pelé. Mbappé es un delantero versátil, desempeñándose a menudo en la posición de extremo, siendo —debido a su habilidad con ambos pies— capaz de jugar por cualquiera de los dos lados de la cancha. Desde el ala izquierda posee la capacidad de cortar dentro del área con su pie diestro dominante, mientras que del ala derecha puede crear espacios y asistir a sus compañeros debido a su visión.

## Vida personal
Mbappé es cristiano practicante. En una entrevista de 2018 con Time, habló sobre los sacrificios que hizo en su adolescencia para centrarse en su desarrollo futbolístico: «No tuve los momentos de la gente considerada normal durante la adolescencia, como salir con amigos y disfrutar de buenos momentos». Pero a pesar de perderse una vida «normal», Mbappé afirma que está «viviendo la vida que siempre soñó».
Poco más de cuatro años después de hacer su debut profesional, tenía más de 50 millones de seguidores en Instagram. Desde 2023 tiene más de 100 millones de seguidores en Instagram. Si bien admite que su "vida ha dado un vuelco total" desde que saltó a la fama, dice que está "feliz". Habla con fluidez francés, inglés y español.
Durante la Eurocopa 2024, Mbappé habló en una conferencia de prensa para pedir a la generación más joven que votara en contra de lo que él consideraba "opiniones extremas" en las elecciones legislativas de Francia de 2024.
En octubre de 2024, las autoridades de Suecia iniciaron una investigación por violación y acoso sexual contra Mbappé luego de una visita que realizó a la capital sueca, Estocolmo. El 12 de diciembre de 2024, la investigación se cerró, y la fiscal sueca Marina Chirakova citó pruebas insuficientes.

## Estadísticas

### Clubes
Actualizado al último partido disputado el 19 de agosto de 2025.
| Club                              | Div.          | Temporada     | Liga  | Liga  | Liga   | Copas nacionales | Copas nacionales | Copas nacionales | Copas internacionales | Copas internacionales | Copas internacionales | Total | Total | Total  |
| Club                              | Div.          | Temporada     | Part. | Goles | Asist. | Part.            | Goles            | Asist.           | Part.                 | Goles                 | Asist.                | Part. | Goles | Asist. |
| --------------------------------- | ------------- | ------------- | ----- | ----- | ------ | ---------------- | ---------------- | ---------------- | --------------------- | --------------------- | --------------------- | ----- | ----- | ------ |
| A. S. Monaco F. C. Francia        | 1.ª           | 2015-16       | 11    | 1     | 1      | 2                | 0                | 1                | 1                     | 0                     | 1                     | 14    | 1     | 3      |
| A. S. Monaco F. C. Francia        | 1.ª           | 2016-17       | 29    | 15    | 11     | 6                | 5                | 3                | 9                     | 6                     | 0                     | 44    | 26    | 14     |
| A. S. Monaco F. C. Francia        | 1.ª           | 2017-18       | 1     | 0     | 0      | 1                | 0                | 0                | 0                     | 0                     | 0                     | 2     | 0     | 0      |
| A. S. Monaco F. C. Francia        | Total club    | Total club    | 41    | 16    | 12     | 9                | 5                | 4                | 10                    | 6                     | 1                     | 60    | 27    | 17     |
| Paris Saint-Germain F. C. Francia | 1.ª           | 2017-18       | 27    | 13    | 7      | 9                | 4                | 6                | 8                     | 4                     | 3                     | 44    | 21    | 16     |
| Paris Saint-Germain F. C. Francia | 1.ª           | 2018-19       | 29    | 33    | 9      | 6                | 2                | 3                | 8                     | 4                     | 5                     | 43    | 39    | 17     |
| Paris Saint-Germain F. C. Francia | 1.ª           | 2019-20       | 20    | 18    | 7      | 7                | 7                | 5                | 10                    | 5                     | 6                     | 37    | 30    | 18     |
| Paris Saint-Germain F. C. Francia | 1.ª           | 2020-21       | 31    | 27    | 7      | 6                | 7                | 1                | 10                    | 8                     | 3                     | 47    | 42    | 11     |
| Paris Saint-Germain F. C. Francia | 1.ª           | 2021-22       | 35    | 28    | 19     | 3                | 5                | 1                | 8                     | 6                     | 6                     | 46    | 39    | 26     |
| Paris Saint-Germain F. C. Francia | 1.ª           | 2022-23       | 34    | 29    | 6      | 1                | 5                | 1                | 8                     | 7                     | 3                     | 43    | 41    | 10     |
| Paris Saint-Germain F. C. Francia | 1.ª           | 2023-24       | 29    | 27    | 7      | 7                | 9                | 3                | 12                    | 8                     | 0                     | 48    | 44    | 10     |
| Paris Saint-Germain F. C. Francia | Total club    | Total club    | 205   | 175   | 62     | 39               | 39               | 20               | 64                    | 42                    | 26                    | 308   | 256   | 108    |
| Real Madrid C. F. · España        | 1.ª           | 2024-25       | 34    | 31    | 3      | 6                | 3                | 0                | 19                    | 10                    | 2                     | 59    | 44    | 5      |
| Real Madrid C. F. · España        | 1.ª           | 2025-26       | 1     | 1     | 0      | 0                | 0                | 0                | 0                     | 0                     | 0                     | 1     | 1     | 0      |
| Real Madrid C. F. · España        | Total club    | Total club    | 35    | 32    | 3      | 6                | 3                | 0                | 19                    | 10                    | 2                     | 60    | 45    | 5      |
| Total carrera                     | Total carrera | Total carrera | 281   | 223   | 77     | 54               | 47               | 24               | 93                    | 58                    | 29                    | 428   | 328   | 130    |

### Selecciones
Actualizado al último partido jugado el 8 de junio de 2025.
| Selección        | Temporada     | Amistosos | Amistosos | Amistosos | Europeo | Europeo | Europeo | Mundial | Mundial | Mundial | Total | Total | Total  | Media goleadora |
| Selección        | Temporada     | Part.     | Goles     | Asist.    | Part.   | Goles   | Asist.  | Part.   | Goles   | Asist.  | Part. | Goles | Asist. | Media goleadora |
| ---------------- | ------------- | --------- | --------- | --------- | ------- | ------- | ------- | ------- | ------- | ------- | ----- | ----- | ------ | --------------- |
| Sub-17 Francia   | 2014-15       | –         | –         | –         | –       | –       | –       | 2       | –       | –       | 2     | 0     | 0      | 0               |
| Sub-17 Francia   | Total sel.    | 0         | 0         | 0         | 0       | 0       | 0       | 2       | 0       | 0       | 2     | 0     | 0      | 0               |
| Sub-19 Francia   | 2016          | 2         | –         | –         | 8       | 7       | 1       | –       | –       | –       | 10    | 7     | 1      | 0.70            |
| Sub-19 Francia   | Total sel.    | 2         | 0         | 0         | 8       | 7       | 1       | 0       | 0       | 0       | 10    | 7     | 1      | 0.70            |
| Absoluta Francia | 2017          | 4         | –         | 3         | –       | –       | –       | 6       | 1       | –       | 10    | 1     | 3      | 0.10            |
| Absoluta Francia | 2018          | 7         | 4         | 4         | 4       | 1       | –       | 7       | 4       | 1       | 18    | 9     | 5      | 0.50            |
| Absoluta Francia | 2019          | 1         | –         | –         | 5       | 3       | 3       | –       | –       | –       | 6     | 3     | 3      | 0.50            |
| Absoluta Francia | 2020          | 1         | 1         | 1         | 4       | 2       | 1       | –       | –       | –       | 5     | 3     | 2      | 0.75            |
| Absoluta Francia | 2021          | 2         | 1         | 1         | 6       | 2       | 4       | 6       | 5       | 2       | 14    | 8     | 7      | 0.57            |
| Absoluta Francia | 2022          | 1         | 2         | 1         | 5       | 2       | 0       | 7       | 8       | 2       | 13    | 12    | 3      | 0.92            |
| Absoluta Francia | 2023          | 1         | 1         | 1         | 8       | 9       | 6       | –       | –       | –       | 9     | 10    | 7      | 1.25            |
| Absoluta Francia | 2024          | 4         | 1         | 3         | 7       | 1       | 2       | –       | –       | –       | 11    | 2     | 5      | 0.22            |
| Absoluta Francia | 2025          | –         | –         | –         | 4       | 2       | 2       | –       | –       | –       | 4     | 2     | 2      | 0.22            |
| Absoluta Francia | Total sel.    | 21        | 10        | 14        | 43      | 22      | 18      | 26      | 18      | 5       | 90    | 50    | 37     | 0.58            |
| Total carrera    | Total carrera | 23        | 10        | 14        | 51      | 29      | 19      | 28      | 18      | 5       | 102   | 57    | 38     | 0.57            |
| 1. 2.            |               |           |           |           |         |         |         |         |         |         |       |       |        |                 |

#### Participaciones en fases finales
| Competición                         | Categoría                           | Sede                                | Resultado                           | Partidos | Goles |
| ----------------------------------- | ----------------------------------- | ----------------------------------- | ----------------------------------- | -------- | ----- |
| Europeo Sub-19 2016                 | Sub-19                              | Alemania                            | Campeón                             | 6        | 6     |
| Copa Mundial 2018                   | Absoluta                            | Rusia                               | Campeón                             | 7        | 4     |
| Eurocopa 2020                       | Absoluta                            | Europa                              | Octavos de final                    | 4        | 0     |
| Copa Mundial 2022                   | Absoluta                            | Catar                               | Subcampeón                          | 7        | 8     |
| Eurocopa 2024                       | Absoluta                            | Alemania                            | Semifinales                         | 6        | 1     |
| Total parcial en selección nacional | Total parcial en selección nacional | Total parcial en selección nacional | Total parcial en selección nacional | 28       | 18    |

### Hat-tricks
Actualizado al último disputado jugado el 11 de mayo de 2025.
| 1  | 14 de diciembre de 2016 | Louis II, Mónaco                   | Mónaco - Stade Rennais                  | 7 - 0          | Anotado · Anotado · Anotado                     | Copa de la Liga 2016-17     |
| 2  | 11 de febrero de 2017   | Louis II, Mónaco                   | Mónaco - Metz                           | 5 - 0          | Anotado · Anotado · Anotado                     | Ligue 1 2016-17             |
| 3  | 7 de octubre de 2018    | Parc des Princes, París            | París Saint-Germain - Olympique de Lyon | 5 - 0          | Anotado · Anotado · Anotado · Anotado           | Ligue 1 2018-19             |
| 4  | 19 de enero de 2019     | Parc des Princes, París            | París Saint-Germain - EA Guingamp       | 9 - 0          | Anotado · Anotado · Anotado                     | Ligue 1 2018-19             |
| 5  | 21 de abril de 2019     | Parc des Princes, París            | París Saint-Germain - Mónaco            | 3 - 1          | Anotado · Anotado · Anotado                     | Ligue 1 2018-19             |
| 6  | 22 de octubre de 2019   | Jan Breydel, Brujas                | Brujas - París Saint-Germain            | 0 - 5          | Anotado · Anotado · Anotado                     | Champions 2019-20 FG        |
| 7  | 4 de marzo de 2020      | Parc Olympique Lyonnais, Lyon      | Olympique de Lyon - París Saint-Germain | 1 - 5          | Anotado · Anotado · Anotado                     | Copa de Francia 2019-20     |
| 8  | 16 de febrero de 2021   | Camp Nou, Barcelona                | Barcelona - París Saint-Germain         | 1 - 4          | Anotado · Anotado · Anotado                     | Champions 2020-21 1/8 Ida   |
| 9  | 13 de noviembre de 2021 | Parc des Princes, París            | Francia - Kazajistán                    | 8 - 0          | Anotado · Anotado · Anotado · Anotado           | Eliminatorias Mundial 2022  |
| 10 | 3 de enero de 2022      | Rabine, Vannes                     | Vannes - París Saint-Germain            | 0 - 4          | Anotado · Anotado · Anotado                     | Copa de Francia 2021-22     |
| 11 | 4 de abril de 2022      | Gabriel Montpied, Clermont-Ferrand | Clermont Foot - París Saint-Germain     | 1 - 6          | Anotado · Anotado · Anotado                     | Ligue 1 2021-22             |
| 12 | 21 de mayo de 2022      | Parc des Princes, París            | París Saint-Germain - Metz              | 5 - 0          | Anotado · Anotado · Anotado                     | Ligue 1 2021-22             |
| 13 | 21 de agosto de 2022    | Pierre-Mauroy, Villeneuve-d'Ascq   | Lille - París Saint-Germain             | 1 - 7          | Anotado · Anotado · Anotado                     | Ligue 1 2022-23             |
| 14 | 18 de diciembre de 2022 | Icónico, Lusail                    | Argentina - Francia                     | 3 - 3 (4-2 p.) | Anotado · Anotado · Anotado                     | Copa Mundial 2022           |
| 15 | 23 de enero de 2023     | Bollaert-Delelis, Lens             | Pays de Cassel - París Saint-Germain    | 0 - 7          | Anotado · Anotado · Anotado · Anotado · Anotado | Copa de Francia 2022-23     |
| 16 | 11 de noviembre de 2023 | Auguste Delaune, Reims             | Stade de Reims - París Saint-Germain    | 0 - 3          | Anotado · Anotado · Anotado                     | Ligue 1 2023-24             |
| 17 | 18 de noviembre de 2023 | Allianz Riviera, Niza              | Francia - Gibraltar                     | 14 - 0         | Anotado · Anotado · Anotado                     | Eliminatorias Eurocopa 2024 |
| 18 | 7 de enero de 2024      | Pierre-Fabre, Castres              | Revel - París Saint-Germain             | 0 - 9          | Anotado · Anotado · Anotado                     | Copa de Francia 2023-24     |
| 19 | 17 de marzo de 2024     | Stade de la Mosson, Montpellier    | Montpellier - París Saint-Germain       | 2 - 6          | Anotado · Anotado · Anotado                     | Ligue 1 2023-24             |
| 20 | 25 de enero de 2025     | José Zorrilla, Valladolid          | Valladolid - Real Madrid                | 0 - 3          | Anotado · Anotado · Anotado                     | Liga 2024-25                |
| 21 | 19 de febrero de 2025   | Santiago Bernabéu, Madrid          | Real Madrid - Manchester City           | 3 - 1          | Anotado · Anotado · Anotado                     | Champions 2024-25           |
| 22 | 11 de mayo de 2025      | Montjuic, Barcelona                | Barcelona - Real Madrid                 | 4 - 3          | Anotado · Anotado · Anotado                     | Liga 2024-25                |

## Palmarés

### Títulos nacionales
| Título               | Club   | País    | Año     |
| -------------------- | ------ | ------- | ------- |
| Ligue 1              | Mónaco | Francia | 2016-17 |
| Copa de la Liga      | PSG    | Francia | 2017-18 |
| Ligue 1              | PSG    | Francia | 2017-18 |
| Copa de Francia      | PSG    | Francia | 2017-18 |
| Supercopa de Francia | PSG    | Francia | 2018    |
| Ligue 1              | PSG    | Francia | 2018-19 |
| Supercopa de Francia | PSG    | Francia | 2019    |
| Ligue 1              | PSG    | Francia | 2019-20 |
| Copa de Francia      | PSG    | Francia | 2019-20 |
| Copa de la Liga      | PSG    | Francia | 2019-20 |
| Supercopa de Francia | PSG    | Francia | 2020    |
| Copa de Francia      | PSG    | Francia | 2020-21 |
| Ligue 1              | PSG    | Francia | 2021-22 |
| Ligue 1              | PSG    | Francia | 2022-23 |
| Supercopa de Francia | PSG    | Francia | 2023    |
| Ligue 1              | PSG    | Francia | 2023-24 |
| Copa de Francia      | PSG    | Francia | 2023-24 |

### Títulos internacionales
| Título                           | Equipo            | Sede     | Año  |
| -------------------------------- | ----------------- | -------- | ---- |
| Europeo (sub-19)                 | Francia (sub-19)  | Alemania | 2016 |
| Copa del Mundo                   | Francia           | Rusia    | 2018 |
| Liga de Naciones                 | Francia           | Italia   | 2021 |
| Supercopa de Europa              | Real Madrid C. F. | Varsovia | 2024 |
| Copa Intercontinental de la FIFA | Real Madrid C. F. | Catar    | 2024 |

### Distinciones individuales
| Distinción                                                            | Año                                                                                              |
| --------------------------------------------------------------------- | ------------------------------------------------------------------------------------------------ |
| Incluido en el Equipo del Torneo del Europeo Sub-19                   | 2016                                                                                             |
| Jugador del Mes de la Ligue 1                                         | 2016-17 (x1), 2017-18 (x1), 2018-19 (x2), 2020-21 (x1), 2021-22 (x2), 2022-23 (x2), 2023-24 (x2) |
| Incluido en el Equipo del Año de la Ligue 1                           | 2016-17, 2017-18, 2018-19, 2020-21, 2021-22, 2022-23, 2023-24                                    |
| Mejor Jugador Joven del Año por la UNFP                               | 2016-17, 2017-18, 2018-19                                                                        |
| Incluido en el Equipo Ideal de la Liga de Campeones                   | 2016-17, 2019-20, 2020-21                                                                        |
| Nominado al FIFA/FIFPro World XI                                      | 2018, 2019, 2022, 2023                                                                           |
| Premio Golden Boy                                                     | 2017                                                                                             |
| Nominado al Balón de Oro                                              | 2017 (7.º), 2018 (4.º), 2019 (6.º), 2021 (9.º), 2022 (6.º), 2023 (3.º), 2024 (6.º)               |
| Premio al Mejor Jugador de Europa de la UEFA                          | 2017 (8.º), 2018 (6.º), 2020 (7.º), 2021 (7.º), 2022 (8.º), 2023 (6.º)                           |
| MVP contra Perú en la Copa Mundial de Fútbol                          | 2018                                                                                             |
| MVP contra Argentina en la Copa Mundial de Fútbol                     | 2018                                                                                             |
| Mejor Jugador Joven de la Copa del Mundo                              | 2018                                                                                             |
| Equipo de las Estrellas de la Copa Mundial de Fútbol                  | 2018                                                                                             |
| Equipo del Año de la UEFA                                             | 2018, 2021, 2022                                                                                 |
| XI Mundial FIFA/FIFPro                                                | 2018, 2019                                                                                       |
| Equipo del Año de la IFFHS                                            | 2018, 2021                                                                                       |
| Trofeo Kopa (mejor jugador Sub-21 del mundo)                          | 2018                                                                                             |
| Jugador francés del año                                               | 2018, 2019, 2022-23                                                                              |
| Nominado al Premio The Best FIFA                                      | 2018 (4.º), 2019 (6.º), 2020 (7.º), 2021 (8.º), 2022 (2.º), 2023 (3.º)                           |
| Mejor Jugador del Año por la UNFP                                     | 2018-19, 2020-21, 2021-22, 2022-23, 2023-24                                                      |
| Once de Bronce                                                        | 2019                                                                                             |
| Máximo goleador de la Ligue 1                                         | 2018-19, 2019-20, 2020-21, 2021-22, 2022-23, 2023-24                                             |
| Máximo goleador de la Final Four de la Liga de Naciones de la UEFA    | 2021                                                                                             |
| Premio Globe Soccer Awards a mejor jugador del mundo                  | 2021                                                                                             |
| Bota de Oro al máximo goleador de la Copa Mundial de Fútbol (8 goles) | 2022                                                                                             |
| Balón de Plata de la Copa Mundial de Fútbol                           | 2022                                                                                             |
| Parte de los 100 mejores jugadores del mundo según The Guardian       | 2022                                                                                             |
| Trofeo Gerd Müller                                                    | 2024                                                                                             |
| Trofeo Pichichi                                                       | 2025                                                                                             |
| Bota de Oro                                                           | 2025                                                                                             |

### Condecoraciones
| Distinción                      | Año  |
| ------------------------------- | ---- |
| Caballero de la Legión de Honor | 2019 |

| Predecesor: Harry Kane | Bota de Oro de la Copa Mundial de la FIFA 2022 | Sucesor: – |

### Estadísticas
- Ficha de Mbappé con el PSG
- Ficha de Mbappé en Transfermarkt
- Ficha de Mbappé en Soccerway
- Ficha de Mbappé en FFF
- Ficha de Mbappé en national football teams

### Redes sociales
- Kylian Mbappé en X (antes Twitter)
- Kylian Mbappé en Instagram
- Kylian Mbappé en Facebook

- Datos: Q21621995
- Multimedia: Kylian Mbappé / Q21621995